# Earl Tupper
Earl Silas Tupper (28 tháng 7 năm 1907 – 5 tháng 10 năm 1983) là một doanh nhân và nhà phát minh người Mỹ, được biết đến như là người tạo ra Tupperware, một hộp nhựa kín khí dùng để lưu trữ thực phẩm, và về sự thành lập công ty sản phẩm gia dụng có liên quan mang tên ông, Tupperware Plastics Company.

## Sự nghiệp
Tupper chào đời tại một trang trại ở Berlin, New Hampshire. Gia đình Tupper đã dời khỏi Berlin lúc ông còn nhỏ tuổi. Sau khi vào học Trường Đại học Bryant (nay là Đại học Bryant) ở Providence, Rhode Island, ông bắt đầu kinh doanh nghề làm vườn và vườn ươm cho đến khi cuộc Đại suy thoái buộc doanh nghiệp phải phá sản. Sau đó, ông được nhận vào làm việc trong công ty hóa chất DuPont.

## Tạo ra Tupperware

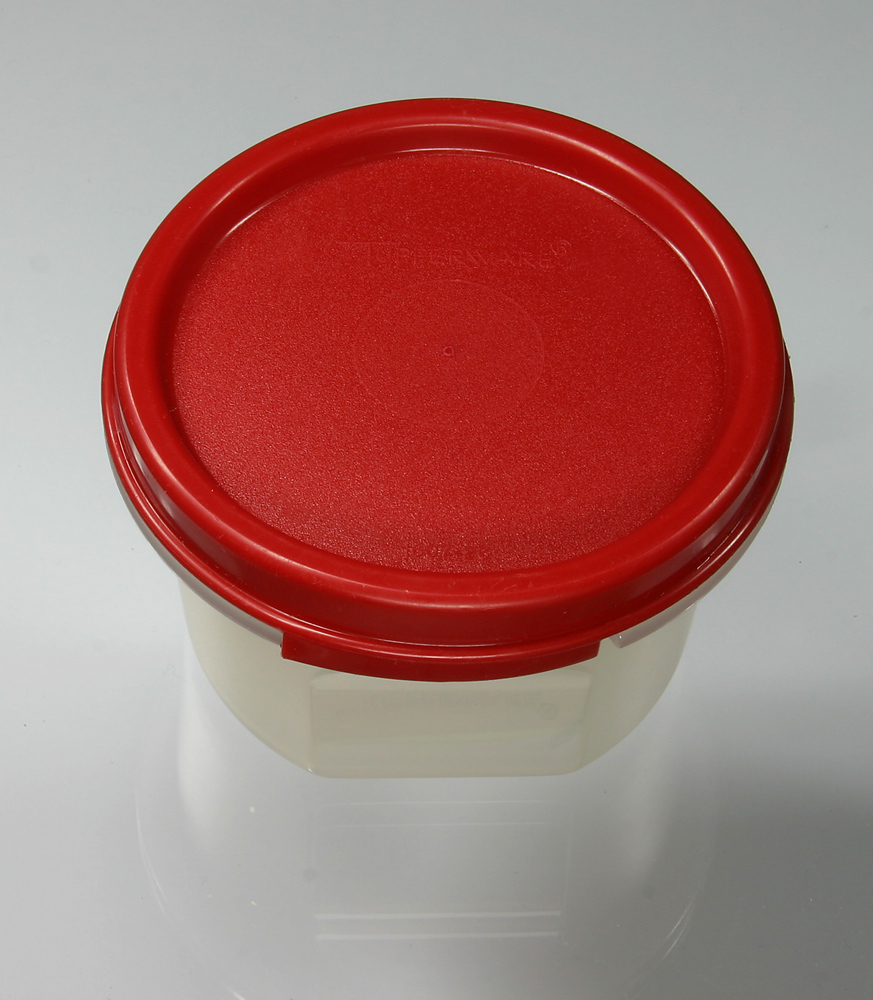
Một ví dụ về Tupperware

Bằng cách sử dụng các mảnh xỉ polyethylene cứng màu đen, một sản phẩm thải ra trong quá trình lọc dầu do người giám sát trao lại cho ông tại DuPont, Tupper đã tinh chế xỉ và đúc nó để tạo ra các loại hộp đựng, chén, bát, đĩa nhẹ hều, không vỡ và thậm chí cả mặt nạ phòng độc được sử dụng trong Thế chiến II. Sau đó, ông đã thiết kế nắp đậy kín bằng chất lỏng không thấm nước, lấy cảm hứng từ dấu niêm phong sơn an toàn có thể đậy nắp lại được.

## Kinh doanh
Tupper thành lập Tupperware Plastics Company vào năm 1938 và vào năm 1946, công ty đã giới thiệu Nhựa Tupper cho các cửa hàng bán đồ kim khí và bách hóa. Khoảng năm 1948, ông gia nhập cùng Brownie Wise, người đã thu hút sự chú ý của ông sau khi cô gọi điện thoại dài đến văn phòng của ông ở South Grafton, Massachusetts, theo đó cô giải thích thành công phi thường của mình khi chào bán Tupperware thông qua các bữa tiệc tại nhà.
Dựa trên chiến lược tiếp thị được phát triển bởi Wise và những người tiên phong đầu tiên là Tom và Ann Damigella từ Everett, Massachusetts, Tupperware đã rút lui khỏi việc bày bán tại các cửa hàng bán lẻ vào đầu những năm 1950 và "bữa tiệc" kiểu Tupperware sớm trở nên phổ biến trong các gia đình. Đây là ví dụ đầu tiên của cái được gọi là tiếp thị "kế hoạch tiệc tùng".
Trụ sở công ty đã được chuyển từ Massachusetts đến Orlando, Florida. Sau cuộc tranh cãi kịch liệt với Wise, dẫn đến việc cô bị sa thải năm 1958, Tupper đã bán The Tupperware Company với giá 16 triệu đô la cho Rexall. Không lâu sau đó, ông ly dị vợ, từ bỏ quyền công dân Mỹ để né thuế và mua một hòn đảo ngoài khơi bờ biển Costa Rica sinh sống cho tới lúc qua đời vào năm 1983, thọ 76 tuổi.